# Colius colius
L'uccello topo dorsobianco (Colius colius (Linnaeus, 1766)) è un uccello appartenente alla famiglia Coliidae, diffuso in Africa meridionale.